# We're Alive
『We're Alive』（ウィーア・アライブ）は、1995年3月8日に発売されたINFIXの8枚目のシングル。

## 内容
フジテレビ系「天使のU・B・U・G」エンディング・テーマ。カップリング曲は日本ハムファイターズの1995年度イメージ・ソング。

## 収録曲
全曲　作詞：長友仍世　編曲：infix
1. We're Alive
作曲：佐藤晃
2. Get the truth!
作曲：長友仍世
3. We're Alive（オリジナル・カラオケ）